# Lauroppia commutata
Lauroppia commutata är en kvalsterart som först beskrevs av Gordeeva och Grishina 1991.  Lauroppia commutata ingår i släktet Lauroppia och familjen Oppiidae. Inga underarter finns listade i Catalogue of Life.